# Guild Wars 2

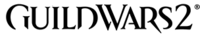
Logo oficial

Guild Wars 2 és el nom oficial del videojoc de rol multi-jugador Guild Wars, desenvolupat per ArenaNet. En realitat és la tercera part d'un altre joc, primer es deia Eye of the North I va esdevenir Guild Wars.
L'aplicació no permet transferir els personatges de Guild Wars a la nova versió del joc, Guild Wars 2. Però permet guardar els títols aconseguits i es reserva els noms dels personatges. A més es poden aconseguir títols i objectes completant el Hall of Monuments (Museu de monuments) de Guild Wars, encara que aquests objectes no donen cap avantatge respecte als nous jugadors.

## Antecedents
El 20 d'agost de 2009 va ser presentat el vídeo introductori del joc. La primera versió va ser Eye of the North, després va venir la versió que va canviar de nom a Guild Wars. I ara tenim l'última versió Guild Wars 2.

## Modes de joc
En Guild Wars 2, el jugador pot triar entre cinc races. En aquest joc, el jugador serà el centre dels esdeveniments i s'introduirà en un món constant, i sempre jugarà en línia. Per tant, tots els jugadors es podran trobar en zones explorables, a diferència de Guild Wars on no es podia. Ara s'han pres moltes mesures per evitar el conegut 'robatori de monstres' perquè ningú pateixi robatoris de punts d'experiència per part d'altres jugadors que es dediquen a anar matant els monstres dels altres per molestar, i, a més, la suposada víctima no es veurà perjudicada de cap manera.
Hi ha esdeveniments dinàmics com ara una Invasió de centaures. La dificultat d'aquests esdeveniments va d'acord amb el nombre de jugadors que vagin a prendre part. A més jugadors, hi ha més enemics, de més nivell i amb millors habilitats. D'aquesta manera s'evita que en el cas que hi hagi molta gent, el jugador només pugui matar un o dos enemics.

## Personatges
Una de les principals novetats que presentarà la nova versió, és la possibilitat de jugar amb altres races. Les principals races són:
AsurasÉs una raça d'alçada petita i de pell blanca, que va habitar originalment les profunditats de Tyria (un lloc del joc) però van ser expulsats pels Destructors. Ara, habiten la costa de bronze (un altre lloc del joc). Aquesta espècie va aparèixer per primera vegada en Guild Wars la seva intel·ligència és molt elevada. No hi ha dia en què no afirmin la seva superioritat cap a les altres races. Els Asura realitzen construccions màgiques molt poderoses, com els gòlems (éssers de pedra o una altra matèria amb un poder excepcional) i fan grans viatges en un breu espai de temps.
CharrEls Charrs han canviat molt des que va passar a Guild Wars, han restablert les seves legions, la seva cultura i ara viuen a Ascalon i Rhin, la seva capital. La Legió de la flama encapçalada principalment pels xamans que tenien a càrrec seu durant la devastació, encara existeix, però és menyspreada per les altres legions.
HumansLa raça principal i única en la primera versió del joc, Guild Wars. Els humans de Tyria es van assentar a Kryta, ja que durant l'emersió d'Orr, la part meridional es va inundar. Kryta va rebre una gran part d'Immigrants d'Elona, Cantha i Ascalon, ja que Elona va ser envaïda per Palawa Joko. En Cantha l'emperador Usoku va implantar una nova política abusiva, que va fet fugir a molta de la població de Kaineng.
NornsSemigegants que habiten en el picescalofriant. Es caracteritzen per ser orgullosos i per la capacitat de transformar-se en ossos. Després del despertar dels dracs, els Norn són obligats a emigrar al sud. Els Norn tenen una semialiança amb els charr, que els permet el pas de territori a territori.
SylvariSón esperits del bosc. Per ara no hi ha molts detalls dels Sylvari. Els Sylvari van sorgir de l'arbre que Ronan i Ventari van plantar en una illeta a la Costa de Bronze. Quan Ventari va morir, va deixar una tauleta amb les seves idees de pau i harmonia entre les races. Més tard, el primer Sylvari va néixer l'arbre. Va agafar la taula i la va guardar. La taula es va transformar en una relíquia per als Sylvari. Els Sylvari són joves i curiosos, però no per això febles.

## Professions
Hi ha vuit professions disponibles:
GuerrerAmb la seva força, velocitat i resistència, al costat d'una armadura pesant, els guerrers són mestres de les armes que com més temps estan en batalla, més perillosos es tornen.
ElementalistaAquests són bruixots que poden canalitzar les forces elementals i utilitzar-les en favor seu.
GuardaboscosAmb la seva vista aguda i mà ferma, al costat de la natura, els guardaboscos, són arquers únics, podent fer caure enemics a distància amb ajuda del seu arc, trampes i fidels mascotes.
NigromantInvocar morts, absorbir vida letal i dominar ànimes perdudes, són algunes de les coses que aquests practicants de les arts fosques poden aconseguir.
GuardiàEls Guardians protegeixen als seus aliats i castiguen als seus enemics.
LladreExperts del sigil i la sorpresa, els lladres poden moure entre les ombres i esvair-se en l'aire.
EnginyerExperimenten amb explosius, elixirs i artefactes letals, els enginyers poden dominar una zona, donar suport aliats o arrasar enemics.
HipnotitzadorDuelistes màgics, els que utilitzen l'engany com a arma principal. Els hipnotitzadors poden crear poderoses il·lusions i clons per confondre i distreure als seus enemics
Retornat
Són soldats els quals poden portar dos espases i moure's amb bastanta facilitat que només estan disponible amb l'expansió Heart of Thorns.

## Premis
- Millor joc MMO del 2012 (G4)
- Top 10 Jocs més anticipats del 2012 (Jeuxvideos.com)
- Editor 's Most Anticipated Games of 2012 (gamespot.uk)
- Most Anticipated Games of 2012
- Reader 's Choice 2012' s Most Anticipated Game
- Most Anticipated for 2012
- Best of Show at PAX 2010 (Machinima.com)
- Most Anticipated Game of 2010 (MM () RPG)
- Game of the Show PAX 2010 (Destructoic)
- Best Online Game (Games.com)
- Top 10 Best Games of 2011 (Pc gamer)
- Most Anticipated PC Game of 2011 (Game Informer)
- Top 10 PC Game of 2011 (1up.com)
- Reader 's Choice Awards: Most Anticipated MMO (Beckett Massive Online Gamer)
- Eurogamer Expo 2011 Game of the Show (Eurogamer)
- Prix du Public (Paris Games Week)

## Requisits del sistema
- Windows XP Service Pack 2 o millor
- Intel Core 2 Duo 2.0 GHz, Core i3, AMD Athlon 64 X2 o millor
- NVIDIA GeForce 7800, ATI Radeon X1800, Intel HD 3000 o millor (256MB de vídeo i shader model 3.0 o millor)
- 2 GB RAM
- 25 GB lliures de disc dur
- Connexió de banda ampla
- Teclat i ratolí

## Banda sonora
La banda sonora consta de quatre discos compostos per Jeremy Soule.